# Buddusò
Buddusò är en ort och kommun i provinsen Sassari i regionen Sardinien i Italien. Kommunen hade 3 846 invånare (2017).